# Uncina
L'uncina (gen. Uncina) è un crostaceo estinto, appartenente ai decapodi. Visse nel Giurassico inferiore e medio (circa 195 - 170 milioni di anni fa) e i suoi resti fossili sono stati ritrovati in Europa, Asia e Nordamerica. È considerato uno dei più grandi crostacei decapodi fossili. 

## Descrizione
L'aspetto di questo animale doveva essere vagamente simile a quello di un grosso gambero di fiume, ma le dimensioni erano ben più notevoli: Uncina, infatti, poteva raggiungere il mezzo metro di lunghezza. La caratteristica più sorprendente di questo animale era data dal primo paio di pereiopodi, lunghissimo ma estremamente solido, e dotato di forti e corte pinze all'estremità. 

## Classificazione
Il genere Uncina è stato descritto per la prima volta da Quenstedt nel 1851, sulla base di fossili provenienti dal famoso giacimento di Holzmaden in Germania. La specie tipo è Uncina posidoniae, caratteristica del giacimento, ma sono note altre forme simili provenienti dalla regione delle Alpi (U. alpina), dal Canada (U. ollerenshawi) e dal Giappone (U. pacifica), a testimonianza della larga diffusione geografica di questi animali. Nel corso del Giurassico medio, tuttavia, Uncina andò incontro a un'estinzione, anche se forme simili (Malmuncina) sono note ancora nel Giurassico superiore.

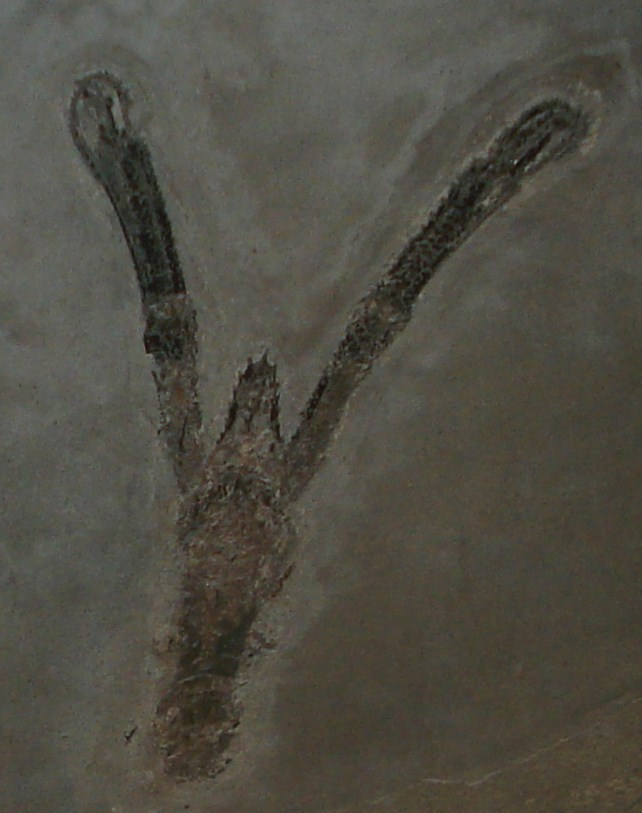
Fossile di Uncina posidoniae

Uncina e Malmuncina (famiglia Uncinidae) sono considerate stretti parenti degli attuali "reef lobsters" (gen. Enoplometopus), nell'infraordine degli astacidei (Astacidea).

## Paleobiologia e paleoecologia
Fossili completi di Uncina posidoniae sono molto rari; negli scisti a Posidonia di Holzmaden spesso si rinvengono appendici isolate. È possibile che ciò sia dovuto alla differenza di peso specifico tra queste e il resto del corpo, racchiuso in una corazza relativamente sottile. I principali predatori di questi animali dovevano essere gli ittiosauri del genere Leptopterygius e i grandi pesci come Saurorhynchus).

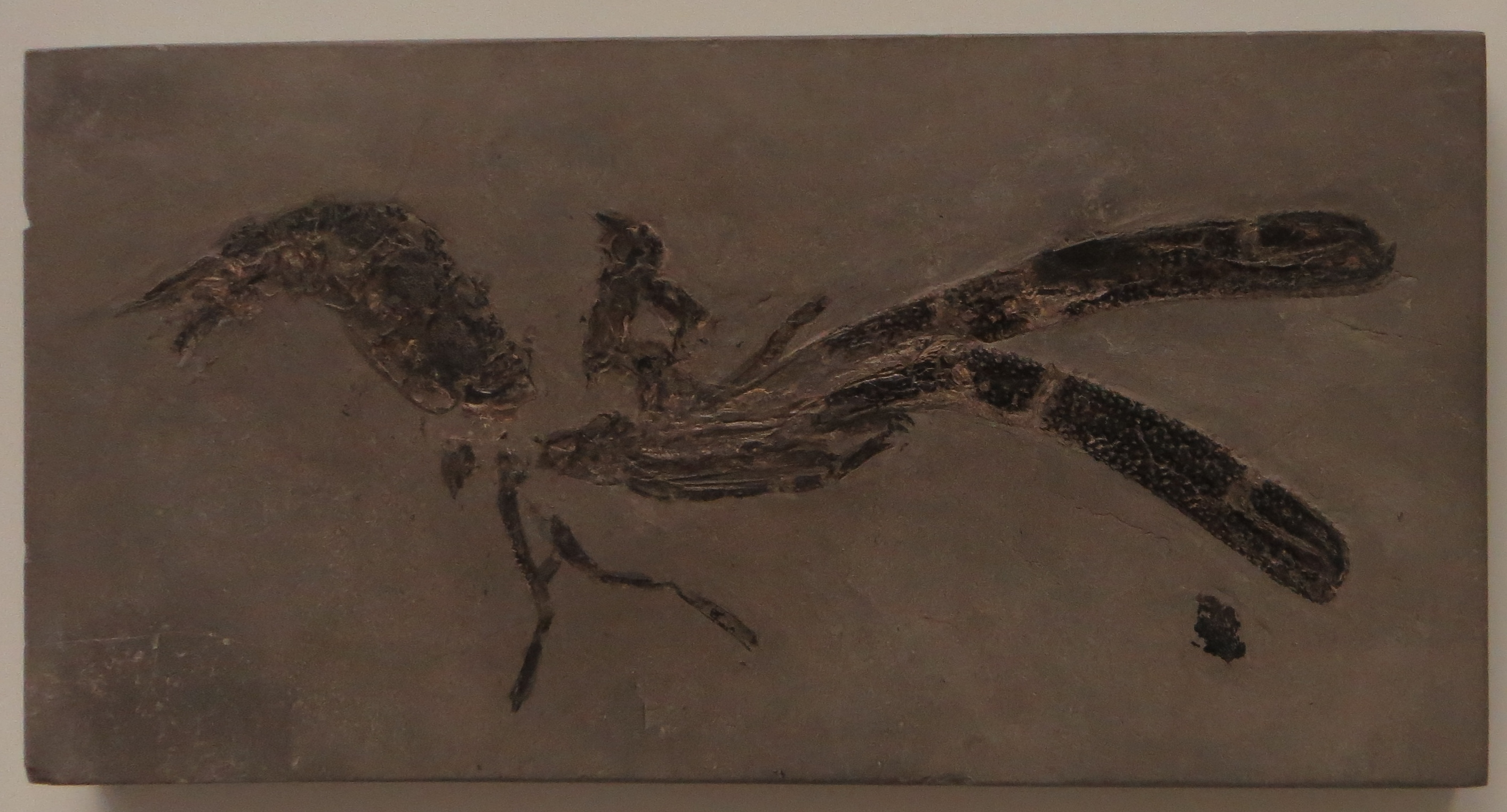
Fossile di Uncina posidoniae